# Playtonic Games
Playtonic Games es una desarrolladora independiente de videojuegos fundada el 10 de febrero de 2015 por Chris Sutherland, reconocido productor de videojuegos por haber participado en la creación de Banjo-Kazooie y otros videojuegos de Rare. Playtonic Games está conformado por Chris Sutherland y otros 7 empleados veteranos de Rare, por ejemplo: Grant Kirkhope, conocido también por haber creado la banda sonora del mencionado Banjo-Kazooie. Su sede se encuentra actualmente en Reino Unido.
Actualmente han anunciado que están desarrollando una secuela espiritual (anunciada el 30 de abril de 2015 bajo el nombre de Yooka-Laylee) del, una vez más, mencionado videojuego de Rare Banjo-Kazooie y desean desplazarlo después a consolas de sobremesa, lo que posiblemente indique que estén pensando en afiliarse una vez más con Nintendo como lo hicieron en Rare hasta 2001.